# Sent Gilh
Saint-Gilles és un municipi francès, situat al departament de l'Indre i a la regió de Centre – Vall del Loira. L'any 2016 tenia 109 habitants.

## Demografia

### Població
El 2007 la població de fet de Saint-Gilles era de 92 persones. Hi havia 45 famílies, de les quals 22 eren unipersonals (11 homes vivint sols i 11 dones vivint soles), 15 parelles sense fills, 4 parelles amb fills i 4 famílies monoparentals amb fills.
La població ha evolucionat segons el següent gràfic:
Habitants censats

### Habitatges
El 2007 hi havia 86 habitatges, 52 eren l'habitatge principal de la família, 23 eren segones residències i 11 estaven desocupats. Tots els 85 habitatges eren cases. Dels 52 habitatges principals, 45 estaven ocupats pels seus propietaris, 4 estaven llogats i ocupats pels llogaters i 3 estaven cedits a títol gratuït; 1 tenia una cambra, 2 en tenien dues, 16 en tenien tres, 18 en tenien quatre i 16 en tenien cinc o més. 30 habitatges disposaven pel capbaix d'una plaça de pàrquing. A 24 habitatges hi havia un automòbil i a 18 n'hi havia dos o més.

### Piràmide de població
La piràmide de població per edats i sexe el 2009 era:
| Homes | Edats   | Dones |
| ----- | ------- | ----- |
| 0     | 95 o +  | 0     |
| 0     | 90 a 94 | 0     |
| 4     | 85 a 89 | 0     |
| 0     | 80 a 84 | 0     |
| 4     | 75 a 79 | 8     |
| 8     | 70 a 74 | 4     |
| 8     | 65 a 69 | 4     |
| 4     | 60 a 64 | 4     |
| 8     | 55 a 59 | 0     |
| 0     | 50 a 54 | 0     |
| 12    | 45 a 49 | 4     |
| 0     | 40 a 44 | 4     |
| 8     | 35 a 39 | 8     |
| 4     | 30 a 34 | 4     |
| 0     | 25 a 29 | 0     |
| 0     | 20 a 24 | 4     |
| 4     | 15 a 19 | 4     |
| 8     | 10 a 14 | 8     |
| 12    | 5 a 9   | 8     |
| 0     | 0 a 4   | 4     |

## Economia
El 2007 la població en edat de treballar era de 51 persones, 31 eren actives i 20 eren inactives. De les 31 persones actives 28 estaven ocupades (17 homes i 11 dones) i 4 estaven aturades (2 homes i 2 dones). De les 20 persones inactives 11 estaven jubilades, 2 estaven estudiant i 7 estaven classificades com a «altres inactius».

### Ingressos
El 2009 a Saint-Gilles hi havia 59 unitats fiscals que integraven 109 persones, la mediana anual d'ingressos fiscals per persona era de 13.751 €.

### Activitats econòmiques
Dels 4 establiments que hi havia el 2007, 1 era d'una empresa de construcció, 2 d'empreses de comerç i reparació d'automòbils i 1 d'una empresa d'hostatgeria i restauració.
L'únic servei als particulars que hi havia el 2009 era un taller de reparació d'automòbils i de material agrícola.
L'any 2000 a Saint-Gilles hi havia 6 explotacions agrícoles que ocupaven un total de 174 hectàrees.

## Poblacions més properes
El següent diagrama mostra les poblacions més properes.